# Vivere memento
Vivere memento (лат.) — пам'ятай, що живеш.
Латинський вислів, котрий повинен нагадувати людині, що вона живе, утворений з латинської «Memento mori» — пам'ятай про смерть, Іваном Франком. А що значить жити для людини (вона є духовним та творчим створінням) — це творити, робити щось, щоб тебе пам'ятали. Ця пам'ять проявляється через корисні чи некорисні справи, котрі людина робить протягом свого життєвого шляху. Але вислів «Vivere memento» закликає людину творити у позитивному та корисному напрямі діяльності, проблема в тому, що існували та існують представники, котрі зберігають пам'ять про себе у негативному світлі.

## У літературі

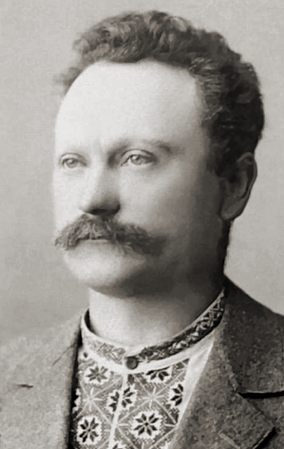
Іван Франко (1898)

Іван Франко у своєму вірші «Vivere memento!» (до творчого портрета Василя
Забашти), теж розкриває проблематику життя людини у контексті пам'яті про неї через її діяльність протягом свого життя:
Весно, що за чудо ти
Твориш в моїй груди?
Чи твій поклик з мертвоти
Й серце к жизні будить?
Вчора тлів, мов Лазар, я
В горя домовині —
Що ж се за нова зоря
Мені блисла нині?
Дивний голос мя кудись
Кличе — тут-то, ген-то:
«Встань, прокинься, пробудись!
Vivere memento!»

Вітре теплий, брате мій,
Чи твоя се мова?
Чи на гірці світляній
Так шумить діброва?
Травко, чи се, може, ти
Втішно так шептала,
Що з-під криги мертвоти
Знов на світло встала?
Чи се, може, шемріт твій,
Річко, срібна ленто,
Змив мій смуток і застій?
Vivere memento!

Всюди чую любий глас,
Клик життя могучий…
Весно, вітре, люблю вас,
Гори, ріки, тучі!
Люди, люди! Я ваш брат,
Я для вас рад жити,
Серця свого кров'ю рад
Ваше горе змити.
А що кров не зможе змить,
Спалимо огнем то!
Лиш боротись значить жить…
Vivere memento!

[[ 14  жовтня 1883 ]]